# Le Gentil (månkrater)
Le Gentil är en nedslagskrater på månen. Le Gentil har fått sitt namn efter den franske astronomen Guillaume Le Gentil.

## Satellitkratrar
På månkartor är dessa objekt genom konvention identifierade genom att placera ut bokstaven på den sida av kraterns mittpunkt som är närmast kratern Le Gentil.
| Le Gentil | Latitud | Longitud | Diameter |
| --------- | ------- | -------- | -------- |
| A         | 74.6° S | 52.4° W  | 33 km    |
| B         | 75.0° S | 73.0° W  | 16 km    |
| C         | 74.4° S | 75.1° W  | 19 km    |
| D         | 74.6° S | 63.8° W  | 12 km    |
| G         | 71.8° S | 58.8° W  | 17 km    |